# Magisk
Magisk é um software gratuito e de código aberto que permite ao usuário obter o acesso no modo root no dispositivo com sistema Android, e também pode fazer diversas personalizações, tornando-o uma escolha popular entre os entusiastas do Android. Possui o aplicativo integrado Magisk Manager, que permite aos usuários gerenciar permissões e instalar  módulos.
O Magisk faz uma abordagem sem sistema e um design modular; oferece um modo fácil e seguro de conseguir os privilégios do usuário root em um dispositivo e adicionar novas funcionalidades.

## História
O Magisk começou como um pequeno projeto criado por John Wu (que trabalhou para a equipe de segurança do Android em 2021) que cresceu para mais de 252 colaboradores. Na versão 21, foi adicionado suporte para Android 11  Na versão 22, foi adicionado suporte para o Samsung S21. Na versão 26, foi removido o suporte para Android 5 e versões anteriores.

## Links externos
- Repositório Magisk GitHub
- Documentação Magisk